# Salman Khan (acteur)
Salman Khan (Indore, 27 december 1965) geboren als Abdul Rashid Salim Salman Khan, is een Indiase filmacteur, producer, televisiepresentator. In 1988 speelde hij voor het eerst mee in een film, Biwi Ho To Aisi. Zijn rol in de film Maine Pyar Kiya bezorgde hem de prijs van beste mannelijke debuut. Daarna vertolkte hij rollen in onder meer Saajan (1991), Hum Aapke Hain Koun..! (1994), Karan Arjun (1995), Judwaa (1997), Pyar Kiya To Darna Kya (1998), Biwi No.1 (1999) en Hum Saath Saath Hain (1999).

## Filmografie
| Jaar | Titel                                 | Rol                                       |
| ---- | ------------------------------------- | ----------------------------------------- |
| 1988 | Biwi Ho To Aisi                       | Vicky Malhotra                            |
| 1989 | Maine Pyar Kiya                       | Prem Choudhary                            |
| 1990 | Baaghi: A Rebel for Love              | Saajan Sood                               |
| 1991 | Sanam Bewafa                          | Salman Khan                               |
| 1991 | Patthar Ke Phool                      | agent Suraj                               |
| 1991 | Kurbaan                               | Akash Singh                               |
| 1991 | Love                                  | Prithvi                                   |
| 1991 | Saajan                                | Akash Varma                               |
| 1992 | Suryavanshi                           | Vicky/Suryavanshi Vikram Singh            |
| 1992 | Ek Ladka Ek Ladki                     | Raja                                      |
| 1992 | Jaagruti                              | Jugnu                                     |
| 1992 | Nishchaiy                             | Rohan Yadav/Vasudev Gujral                |
| 1993 | Chandra Mukhi                         | Raja Rai                                  |
| 1993 | Dil Tera Aashiq                       | Vijay                                     |
| 1994 | Andaz Apna Apna                       | Prem Bhopali                              |
| 1994 | Hum Aapke Hain Koun..!                | Prem                                      |
| 1994 | Chaand Kaa Tukdaa                     | Shyam Malhotra                            |
| 1994 | Sangdil Sanam                         | Kishan                                    |
| 1995 | Karan Arjun                           | Karan/Ajay                                |
| 1995 | Veergati                              | Ajay                                      |
| 1996 | Majhdhaar                             | Gopal                                     |
| 1996 | Khamoshi: The Musical                 | Raj                                       |
| 1996 | Jeet                                  | Raju                                      |
| 1997 | Judwaa                                | Raja/Prem Malhotra                        |
| 1997 | Auzaar                                | agent Suraj Prakash                       |
| 1998 | Pyaar Kiya To Darna Kya               | Suraj Khanna                              |
| 1998 | Jab Pyaar Kisise Hota Hai             | Suraj Dhanrajgir                          |
| 1998 | Bandhan                               | Raju                                      |
| 1999 | Jaanam Samjha Karo                    | Rahul                                     |
| 1999 | Biwi No.1                             | Prem                                      |
| 1999 | Hum Dil De Chuke Sanam                | Sameer Rafillini                          |
| 1999 | Hello Brother                         | Hero                                      |
| 1999 | Hum Saath-Saath Hain: We Stand United | Prem                                      |
| 2000 | Dulhan Hum Le Jayenge                 | Raja Oberoi                               |
| 2000 | Chal Mere Bhai                        | Prem Oberoi                               |
| 2000 | Har Dil Jo Pyar Karega                | Raj/Romi                                  |
| 2000 | Kahin Pyaar Na Ho Jaaye               | Prem Kapoor                               |
| 2001 | Chori Chori Chupke Chupke             | Raj Malhotra                              |
| 2002 | Tumko Na Bhool Paayenge               | Veer Singh Thakur/Ali                     |
| 2002 | Hum Tumhare Hain Sanam                | Suraj                                     |
| 2002 | Yeh Hai Jalwa                         | Raj 'Raju' Saxena/Raj Mittal              |
| 2003 | Tere Naam                             | Radhe Mohan                               |
| 2004 | Garv: Pride and Honour                | agent Arjun Ranavat                       |
| 2004 | Mujhse Shaadi Karogi                  | Sameer Malhotra                           |
| 2004 | Dil Ne Jise Apna Kahaa                | Rishabh                                   |
| 2005 | Lucky: No Time for Love               | Aditya                                    |
| 2005 | Maine Pyaar Kyun Kiya?                | Dr. Samir Malhotra                        |
| 2005 | No Entry                              | Prem                                      |
| 2005 | Kyon Ki                               | Anand                                     |
| 2006 | Shaadi Karke Phas Gaya Yaar           | Ayaan                                     |
| 2006 | Jaan-E-Mann                           | Suhaan Kapoor                             |
| 2006 | Baabul                                | Avinash Kapoor                            |
| 2007 | Salaam-e-Ishq: A Tribute To Love      | Rahul                                     |
| 2007 | Partner                               | Prem Kulkarni                             |
| 2007 | Marigold: An Adventure in India       | Prem                                      |
| 2008 | God Tussi Great Ho                    | Arun Prajapati                            |
| 2008 | Heroes                                | Balkar Singh/Jassvinder Singh             |
| 2008 | Yuvvraaj                              | Deven Yuvvraaj                            |
| 2009 | Wanted                                | Radhe/Rajveer Shikhawat                   |
| 2009 | Main Aurr Mrs Khanna                  | Samir Khanna                              |
| 2009 | London Dreams                         | Manjit Khosla                             |
| 2010 | Veer                                  | Veer / Veera                              |
| 2010 | Dabangg                               | agent Chulbul Pandey                      |
| 2011 | Ready                                 | Prem Kapoor                               |
| 2011 | Bodyguard                             | Lovely Singh                              |
| 2012 | Ek Tha Tiger                          | Tiger/Manish Chandra/Avinash Singh Rathod |
| 2012 | Dabangg 2                             | agent Chulbul Pandey                      |
| 2014 | Jai ho                                | Jai Agnihotri                             |
| 2014 | Kick                                  | Devi Lal Singh / Devil                    |
| 2015 | Bajrangi Bhaijaan                     | Pawan Kumar Chaturvedi                    |
| 2015 | Prem Ratan Dhan Payo                  | Prem Dilwale/ Yuvraj Vijay Singh          |
| 2016 | Sultan                                | Sultan Ali Khan                           |
| 2017 | Tubelight                             | Laxman Singh Bisht                        |
| 2017 | Tiger zinda hai                       | Avinash Singh Rathod                      |
| 2018 | Race 3                                | Sikander Singh                            |
| 2018 | Zero                                  | zichzelf                                  |
| 2019 | Bharat                                | Bharat                                    |
| 2019 | Dabangg 3                             | agent Chulbul Pandey                      |
| 2021 | Radhe                                 | Radhe                                     |
| 2021 | Antim: The Final Truth                | Rajveer Singh                             |
| 2022 | Godfather                             | Masoom bhai                               |
| 2023 | Kisi Ka Bhai Kisi Ki Jaan             | Bhaijaan                                  |
| 2023 | Tiger 3                               | Avinash Singh Rathod                      |
| 2025 | Sikandar                              | Sanjay Rajkot                             |

Salman Khan heeft sinds 1999 zijn eigen film productie bedrijf genaamd Salman Khan Films. Alleen Chillar Party werd uitgebracht onder de naam Salman Khan Being Human Productions.  De opbrengsten van o.a. de films gaan naar zijn eigen Being Human foundation.

## Producties
| Jaar         | Film                   | Notitie |
| ------------ | ---------------------- | ------- |
| 2011         | Chillar Party          |         |
| 2014         | Dr. Cabby              |         |
| 2015         | Bajrangi Bhaijaan      |         |
| 2015         | Hero                   |         |
| 2017         | Tubelight              |         |
| 2018         | Race 3                 |         |
| 2018         | Loveyatri              |         |
| 2019 - heden | The Kapil Sharma Show  | TV show |
| 2019         | Notebook               |         |
| 2019         | Bharat                 |         |
| 2019         | Nach Baliye 9          | TV show |
| 2019         | Dabangg 3              |         |
| 2021         | Kaagaz                 |         |
| 2021         | Radhe                  |         |
| 2021         | Antim: The Final Truth |         |

## Discografie
| Jaar | Album         | Nummer                    |
| ---- | ------------- | ------------------------- |
| 1999 | Hello Brother | Chandi Ke Daal Par        |
| 2014 | Kick          | Hai Yehi Zindagi versie 2 |
| 2014 | Kick          | Hangover                  |
| 2014 | Kick          | Jumme Ki Raat versie 2    |
| 2014 | Kick          | Tu Hi Tu                  |
| 2015 | Hero          | Main Hoon Hero Tera       |
| 2016 | Sultan        | Baby Ko Bass Pasand Hai   |
| 2016 | Sultan        | Jag Ghoomeya              |
| 2016 | Sultan        | 440 Volt                  |
| 2016 | Sultan        | Sultan                    |
| 2018 | Race 3        | I found Love              |
| 2019 | Notebook      | Main Taare                |
| 2019 | Dabangg 3     | Yu Karke                  |
| 2020 | single        | Pyar Karona               |
| 2020 | single        | Tere Bina                 |
| 2020 | single        | Bhai Bhai                 |
| 2022 | single        | Dance With Me             |